# Sorbus guanxiensis
Sorbus guanxiensis är en rosväxtart som beskrevs av Tsue Chih Ku. Sorbus guanxiensis ingår i släktet oxlar, och familjen rosväxter. Inga underarter finns listade i Catalogue of Life.